# Zini (futbolista)
Zini (Cazenga, Angola, 3 de julio de 2002) es un futbolista de Angola que juega en la posición de delantero centro con el Levadiakos FC de la Superliga de Grecia.

## Carrera

### Club
| Periodo   | Club                     |
| --------- | ------------------------ |
| 2020-2023 | 1º de Agosto             |
| 2023      | → AEK Athens B (cedido)  |
| 2023      | AEK Athens B             |
| 2023-     | AEK Athens FC            |
| 2024-     | → Levadiakos FC (cedido) |

### Selección nacional
A nivel de selecciones menores jugó en cuatro ocasiones y anotó dos goles con la selección sub-17. Aunque fue convocado con Angola en noviembre de 2020, fue hasta el 7 de septiembre de 2021 que jugó su primer partido internacional en la derrota por 0-1 ante Libia por la clasificación de CAF para la Copa Mundial de Fútbol de 2022 entrando al minuto 46 por Inácio Miguel.
Su primer gol internacional lo anotó el 8 de octubre de 2021 en la victoria por 3-1 sobre Gabón en Luanda por la clasificación de CAF para la Copa Mundial de Fútbol de 2022. En diciembre de 2023 fue convocado por Pedro Gonçalves para jugar la Copa Africana de Naciones 2023 en Costa de Marfil, donde anotó un gol en la victoria por 2-0 sobre Burkina Faso en Yamoussoukro.

## Logros
- Super League Greece: 2022–23
- Greek Cup: 2022–23